# 右手の法則

右図が右手系座標系および右手回り回転（赤線）。

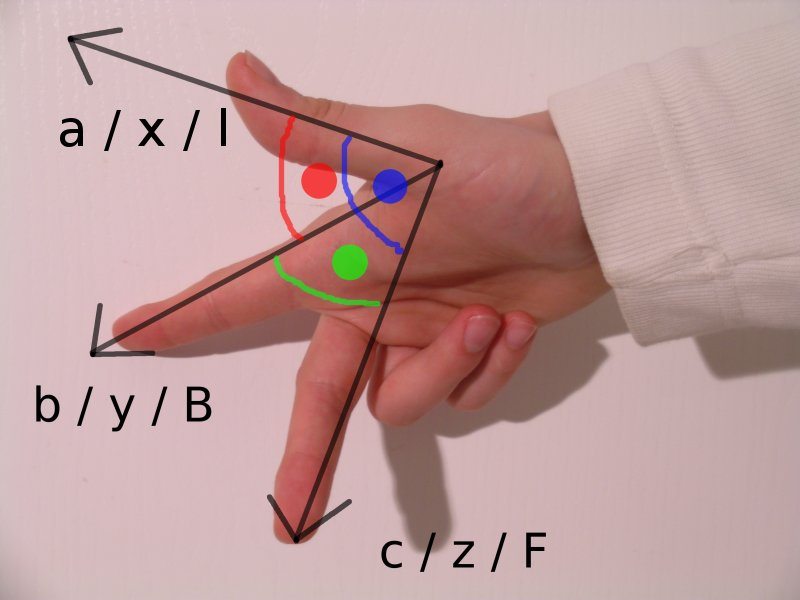
三次元右手系直交座標系における右手の法則

右手の法則（みぎてのほうそく、英: right-hand rule）とは、三次元空間において、座標系の「右手系」の取り方、クロス積、電磁誘導による起電力の向き、方向ベクトル（回転軸）に基づく「右手回り」回転方向、螺旋の巻く向きなどの定義を言い表したものを指す。日本では「右ねじ」（の法則）とも言う。なお本稿では右手系直交座標系の採用を仮定する。

## 三次元直交ベクトル
三次元直交ベクトルの三つの基準方向の並べ方として、右手の「親指・人差し指・中指」の順とし、多くの分野で標準的である。左手による順と区別される。

### 右手系座標系
直交座標系のXYZ軸を上記の順に取る。
- クロス積については{\displaystyle \,{\boldsymbol {e}}_{x}\times {\boldsymbol {e}}_{y}={\boldsymbol {e}}_{z}}のようにXYZ軸に依存した定義となっている[1]。

### フレミング右手の法則
電磁誘導による起電力の向きに関する法則

### ローレンツ力の向き
ローレンツ力の向きを表すために右手の姿で示す方法がある（→ローレンツ力の向き）。

## 回転方向
方向ベクトル（回転軸）を基にして回転方向を示し区別するために、「右手・左手」回りと表現する。すなわち与えられた方向ベクトルが正のZ軸方向となるように右手系のXYZ座標系を定めると、{\displaystyle \left(x,y\right)=\left(\cos \theta ,\sin \theta \right)}は {\displaystyle \theta }の増加に従って、「右手」回り回転となる。

「右手」回り：回転方向に関する右手の法則

「右手」回りの別の覚え方としては、指を握り親指だけを突き出した右手の姿で、方向ベクトルは親指の向き、回転方向は他の指の向きとなる。

### 角速度ベクトル
角速度ベクトルはクロス積の定義に従う。したがって{\displaystyle \,(x,y,z)=(\cos \omega t,\sin \omega t,0)}の回転運動が持つ角速度ベクトルは{\displaystyle {\boldsymbol {\omega }}=(0,0,\omega )}となる。

### 螺旋

右ねじ

螺旋については、{\displaystyle \left(x,y,z\right)=\left(\cos \alpha z,\sin \alpha z,z\right)}、{\displaystyle \,\left(\alpha >0\right)}を「右手」回り・巻きと言う。日本では「右ねじ（の山）」（の螺旋）とも言う。

### 円偏光電磁波
円偏光電磁波については、電場ベクトル{\displaystyle \,{\boldsymbol {E}}=\left(E_{0}\cos {\frac {2\pi }{\lambda }}\left(ct-z\right),\,E_{0}\sin {\frac {2\pi }{\lambda }}\left(ct-z\right),\,0\right)}は、電気工学の分野では「右手」回り（右旋）と言い、光学の分野では「左手」回りと言う。

### アンペールの法則
電流の流れている線状の導体を中心にして、磁界が「右手」回りの周回方向に発生することの法則。